# Gérard Joseph
Gérard Joseph (22 de octubre de 1949) es un exportero de fútbol haitiano.

## Trayectoria
Jugó en Haití para Racing Haïtien en 1973, luego continuó su carrera en la American Soccer League, donde estuvo en el Washington Diplomats en 1975 y en el New York Apollo en 1976 que se convirtió en New York United hasta 1980.

## Selección nacional
Cuando Haití participó en la Copa del Mundo de 1974, estaba en el equipo, pero no fue utilizado. El 15 de noviembre de 1981, jugó su primer partido con la selección, que fue en la clasificación para el Mundial de 1982 contra Cuba, donde se perdió 2-0.

### Participaciones en Copas del Mundo
| Mundial                        | Sede     | Resultado    |
| ------------------------------ | -------- | ------------ |
| Copa Mundial de Fútbol de 1974 | Alemania | Primera fase |

## Clubes
| Club                   | País           | Año       |
| ---------------------- | -------------- | --------- |
| Racing Club Haïtien    | Haití          | 1973-1974 |
| Washington Diplomats   | Estados Unidos | 1975      |
| New York Apollo/United | Estados Unidos | 1976-1980 |
| Racing Club Haïtien    | Haití          | 1981-1982 |

## Palmarés

### Títulos internacionales
| Título                                | Equipo | Sede  | Año  |
| ------------------------------------- | ------ | ----- | ---- |
| Campeonato de Naciones de la Concacaf | Haití  | Haití | 1973 |